# Emil Młynarski
Emil Młynarski (polonès: Emil Szymon Młynarski)  (Kybartai, 18 de juliol de 1870 - Varsòvia, 5 d'abril de 1935) fou un director polonès, violinista, compositor, cofundador i director de la Filharmònica de Varsòvia.

## Biografia
Als 10 anys, va començar a aprendre violí amb Leopold Auer al Conservatori de la Societat Imperial de Música de Sant Petersburg. A més, va estudiar composició amb Anatoli Liàdov i instrumentació amb Nikolai Rimski-Kórsakov. L'any 1890 va començar la seva carrera com a solista interpretant, entre d'altres, a Sant Petersburg, Minsk, Grodno, Kaunas, Vílnius, Kíev, Odessa, Varsòvia, així com a Berlín, Leipzig, Magdeburg, Hannover, Mannheim, Augsburg i Londres.
El 1893 es va convertir en professor a l'escola de la Societat Musical Imperial d'Odessa (entre els seus alumnes hi havia Paweł Kochański) i el 1897 es va traslladar a Varsòvia. El 1898 va rebre un premi al Concurs de Composició. Ignacy Jan Paderewski a Leipzig per a Concert per a violí en re menor, op. 11.
En lloc de Cesare Trombini, va dirigir l'obra Carmen al Gran Teatre de Varsòvia. Des de llavors, es va implicar en l'escena de l'òpera de Varsòvia. El 1900, va ser nomenat director de la Filharmònica de Varsòvia i el seu primer director, i durant els anys 1904–1907 va ser director de l'Institut de Música de Varsòvia. Va fer molts viatges de concerts, especialment a Gran Bretanya. El 1916 es va traslladar a Moscou, on va dirigir l'orquestra del Gran Teatre, i el 1918 va tornar a Varsòvia i va reprendre la cooperació amb la Filharmònica. El 1919 va ser nomenat director del Conservatori de Varsòvia i, entre 1919 i 1929, va ser director de l'Òpera de Varsòvia.
El 1929 es va traslladar a Filadèlfia, on va esdevenir el degà del Departament d'Orquestra i Òpera del Curtis Institute of Music i el director de l'Òpera de Filadèlfia, i el 1931 va tornar a Varsòvia. Malgrat la seva salut deteriorada, la temporada 1932/1933 va ser el director de l'Òpera de Varsòvia. El 1934 va ser elegit president de l'Associació de Compositors Polonesos.
Un dels seus alumnes va ser Faustyn Kulczycki.